# Battaglia di Mataquito
La battaglia di Mataquito fu un conflitto svoltosi nel corso della guerra di Arauco, il 30 aprile 1557. Si trattò di un attacco a sorpresa portato contro il campo fortificato di Lautaro, situato tra le montagne boscose e la riva del fiume Mataquito.
La battaglia si svolse tra gli spagnoli guidati dal governatore Francisco de Villagra ed i Mapuche del toqui Lautaro.

## Campo di battaglia
Il luogo esatto della battaglia è incerto, e la posizione del campo di Mataquito è stata confusa con la fortezza che Lautaro costruì nel 1556 a Peteroa.
Secondo Vivar la battaglia del 1557 fu combattuta in un luogo a tre leghe dalla provincia di Gualemo, dove Francisco de Villagra e 70 uomini si incontrarono con Juan Godínez prima della marcia notturna che li portò all'accampamento di Mataquito. Uno dei soldati che parteciparono all'azione al comando di Juan Godínez, Alonso López de la Raigada, dice che la fortezza di Lautaro del 1556 si trovava a "Peteroa", mentre il campo in cui Lautaro morì era noto come "Mataquito". Fa anche riferimento a "Peteroa y Mataquito" come a due luoghi distinti. Lobera non fornisce il nome del luogo in cui si trovava la fortezza del 1556. Chiama invece "lugar de Mataquito" il campo di battaglia dello scontro del 1557 a cui partecipò. Neanche Marmolejo cita il luogo. Si crede che il luogo esatto si trovasse sulla riva settentrionale del fiume Mataquito, ai piedi del Cerro Chiripilco a nord-est di La Huerta a Hualañé. Proprio in questo punto è stato eretto un monumento commemorativo della battaglia.

## Storia
All'inizio del 1557, in seguito alla ritirata di Lautaro dopo la battaglia di Peteroa, Francisco de Villagra si sentì tanto forte da radunare i propri uomini e guidarli ad aiutare le altre città assediate dai Mapuche. Venuto a sapere che Santiago era relativamente non protetta, Lautaro evitò l'esercito di Villagra, lasciandolo passare nella sua marcia verso sud. Subito dopo riprese la sua marcia verso Santiago alla guida di un nuovo esercito di 6000 uomini, a cui si unirono gli alleati guidati da Panigualgo che comandava 10 000 uomini. Raggiunte le sponde del Mataquito, il fatto che Lautaro trattasse i nativi nello stesso modo degli spagnoli gli provocò molte inimicizie, e molti alleati e numerosi Mapuche si rifiutarono di seguirlo oltre. Risalì di una lega il fiume partendo da Lora, stabilendo un campo fortificato in un luogo chiamato Mataquito.
Villagra venne a sapere della sua posizione grazie al tradimento di alcuni indiani trattati male da Lautaro. Villagra mandò ad avvertire Juan Godínez vicino a Santiago, chiedendogli di incontrarsi mentre tornava di fretta con 70 uomini. Gli spagnoli si incontrarono in un posto della provincia di Gualemo, a tre leghe dal campo di Lautaro, senza che questi fosse avvisato. Le forze unite di Francisco de Villagra e Juan Godínez, ovvero 120 uomini, 57 cavalieri (tra cui Pedro Mariño de Lobera), cinque archibugieri ed oltre 400 Yanaconas, marciarono di notte fino ai colli di Caune, che sovrastavano il campo di Lautaro, sulle rive del Mataquito. Villagra mandò un gruppo di fanti (compreso Alonso López de la Raigada) con archibugi, spade e scudi guidati da Gabriel de Villagra.
All'alba Villagra portò il suo attacco a sorpresa al campo. La fanteria entrò nel campo mentre Juan Godínez e Villagra guidavano la carica della cavalleria giù dalla collina, seguendo i propri alleati indiani. All'inizio della battaglia uccisero Lautaro mentre usciva dalla porta di un ruca. Quando gli spagnoli si accorsero che Lautaro era morto, gli alleati provenienti da Itata, Ñuble e Renoguelen fuggirono in ogni direzione, lasciando solo i Mapuche a combattere per sei ore senza guida. Alla fine della battaglia Lautaro ed una cifra compresa tra 250 e 500 Mapuche restarono uccisi, mentre gli spagnoli persero Juan de Villagra ed oltre la metà degli yanacona, insieme a molti cavalli. La testa di Lautaro fu esibita nella piazza principale di Santiago.